# Хасэгава, Матико
Матико Хасэгава (яп. 長谷川町子 Хасэгава Матико  30 января 1920 — 27 мая 1992) — японская мангака, наиболее известная благодаря своему произведению Sazae-san. Одна из первых женщин-мангак.

## Биография
Матико Хасэгава родилась 30 января 1920 года на острове Кюсю, в префектуре Сага. Заниматься рисованием она начала в возрасте 2 лет. В 1935 году её семья переехала в Токио после того, как умер её отец. В 1937 году после окончания школы Хасэгава начала обучаться рисованию у художника Суихо Кавати, а год спустя в журнале Shojo Club была опубликована её первая манга Tanuki no omen. Мангу Sazae-san Хасэгава начала рисовать в 1946 году. Изначально она публиковалась в газете «Фукуока», а затем в «Асахи симбун». Благодаря этой манге Хасэгава стала одной из наиболее известных мангак в послевоенной Японии.
Хотя главная героиня манги Sazae-san является замужней женщиной, сама Хасэгава в течение жизни замуж не вышла. Вместе со своей старшей сестрой она организовала собственную издательскую компанию Shimaisha. Матико Хасэгава умерла 27 мая 1992 года. В последние годы жизни она перестала появляться на публике и на телевидении, её смерть держалась в секрете в течение 35 дней после похорон, как того требовало завещание. За свою мангу Sazae-san мангака была посмертно награждена премией премьер-министра Японии. В её честь был открыт Художественный музей Матико Хасэгавы.